# Osnabrück
Osnabrück város Németországban, Alsó-Szászországban, a Osnabrücki egyházmegye püspöki székvárosa.

## Fekvése
A Haase völgyében, Hannovertől nyugatra Brémától délnyugatra fekvő település.

## Története

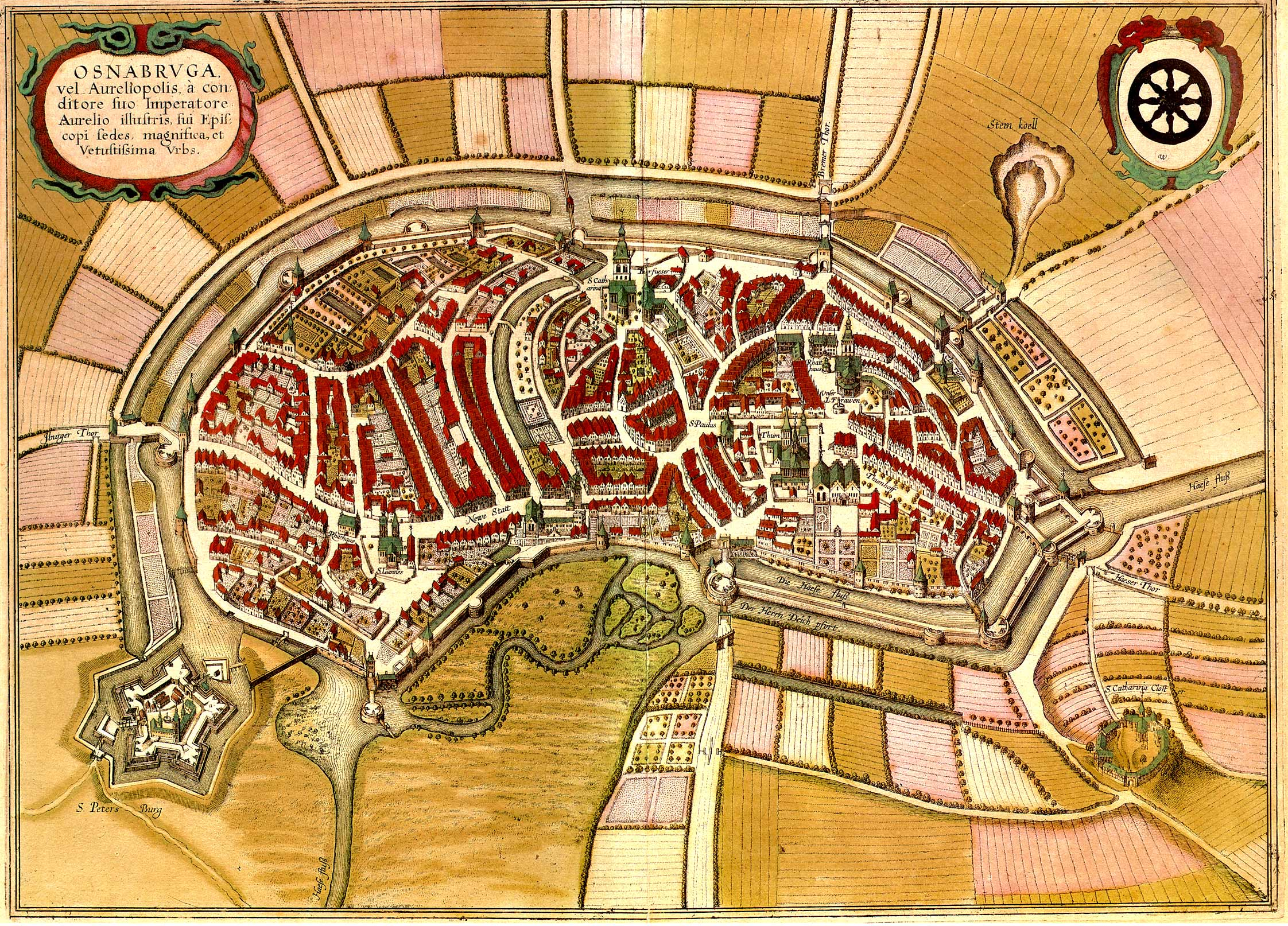
Wenzel Hollar 1633-ban készített várostérképe

A várost  Nagy Károly alapította 780 körül: püspöki székhelyül jelölte ki, majd kereskedelmi és vámjogot is adott a városnak. 
1100-ban egy nagy tűzvészben a város épületeinek nagy része leégett. 1171-ben Barbarossa Frigyes császár külön előjogokat is adott a városnak, a középkorban pedig híres volt szövőiparáról.
Óvárosa nagyon régi, valamikor a 8. század körül keletkezett, és annak idején püspöki székhely volt. Újvárosában (Neuestadt) található a János-templom (Johannis kirche). A két városrész 13. században egyesült, azóta nevezik a várost a mai nevén. Ekkor kezdték építeni a várost védő falakat is.
1643 és 1648 között itt tartották a harmincéves háborúban részt vevő országok megbízottai a békekötést előkészítő tanácskozásokat.
1648 október 25-én a városháza Béke-termében megkötött megállapodást (Vesztfáliai béke) az összegyűlt tömegnek a Városháza lépcsőjéről jelentették be. Ezzel egy időben Münsterben hozták nyilvánosságra a harmincéves háborúban részt vevő katolikus hatalmak megállapodását is, akik külön tanácskoztak, mivel nem akartak egy asztalhoz ülni a protestáns képviselőkkel.
A  második világháború idejére már fontos ipari központ volt. A sorozatos légitámadásokban a város csaknem kétharmada elpusztult. A viszontagságokat számos műemlék mégis túlélte, melyeket később részben restauráltak, vagy újjáépítettek.

## Politika

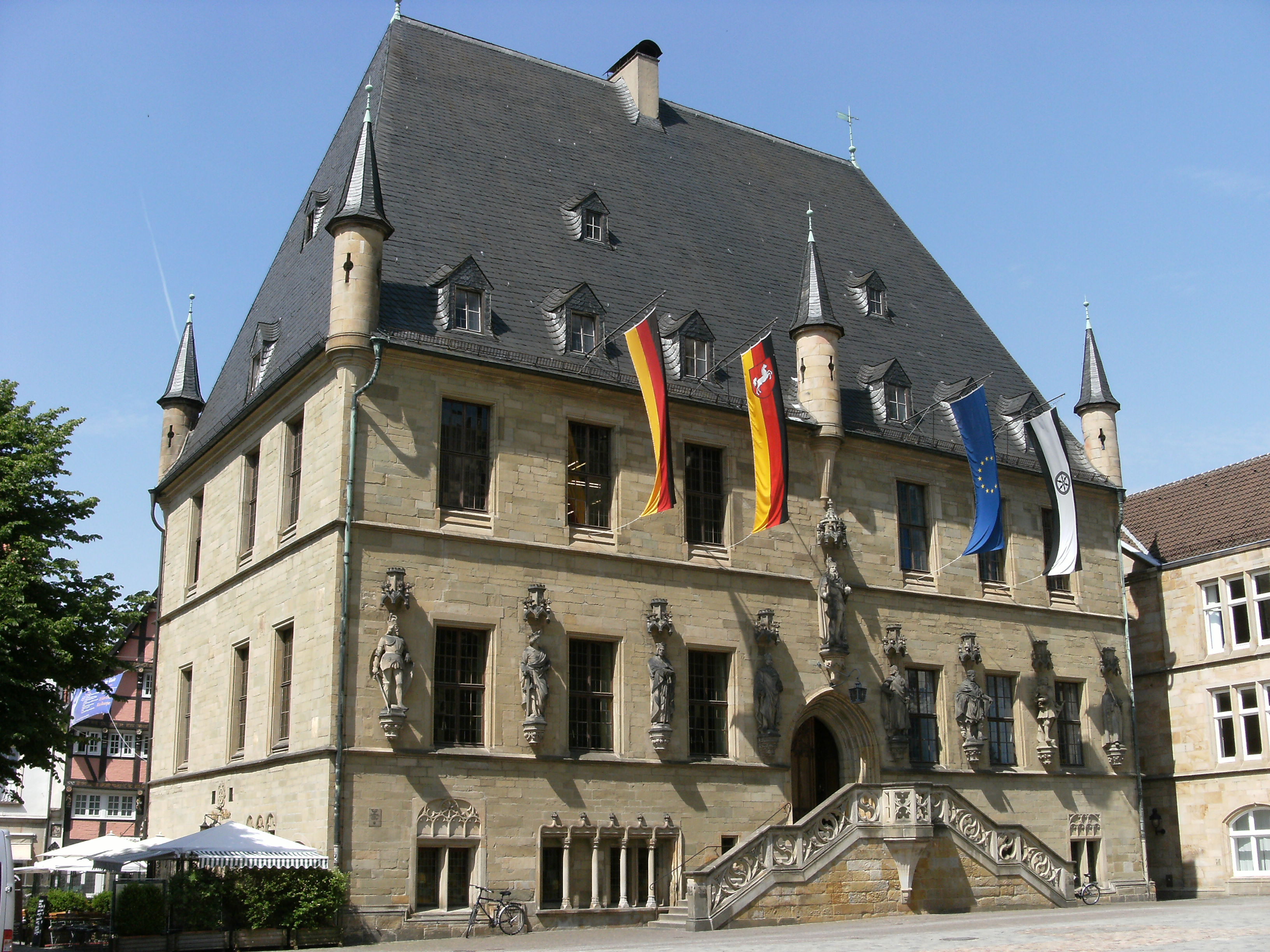
A városháza épülete

## Ipar
A város iparosodásának kezdetét jelezte a vasérc és szénbányászat megindulása. 1853-ra kiépült a vasúthálózat is és ekkorra nőtte ki a város a középkori falakat, kezdett túlterjeszkedni rajtuk.
1890-ben 39,929 lakosa volt. A város ekkor vas- és acélművekkel, gép-, bőr-, sör-, szesz-, papir-, szivar-, festékgyártással, kémiai iparral, lenfonással, pamutszövéssel, őrlő- és fűrészmalmokkal, olajprésekkel rendelkezett; régi erődítményei helyét nagyobbára sétahelyek foglalták el.
A második világháború idejére Osnabrück már fontos ipari központ.

## Közlekedés

### Közúti közlekedés
A várost érinti az A1-es, A3a-os és az A33-as autópálya.

### Vasúti közlekedés

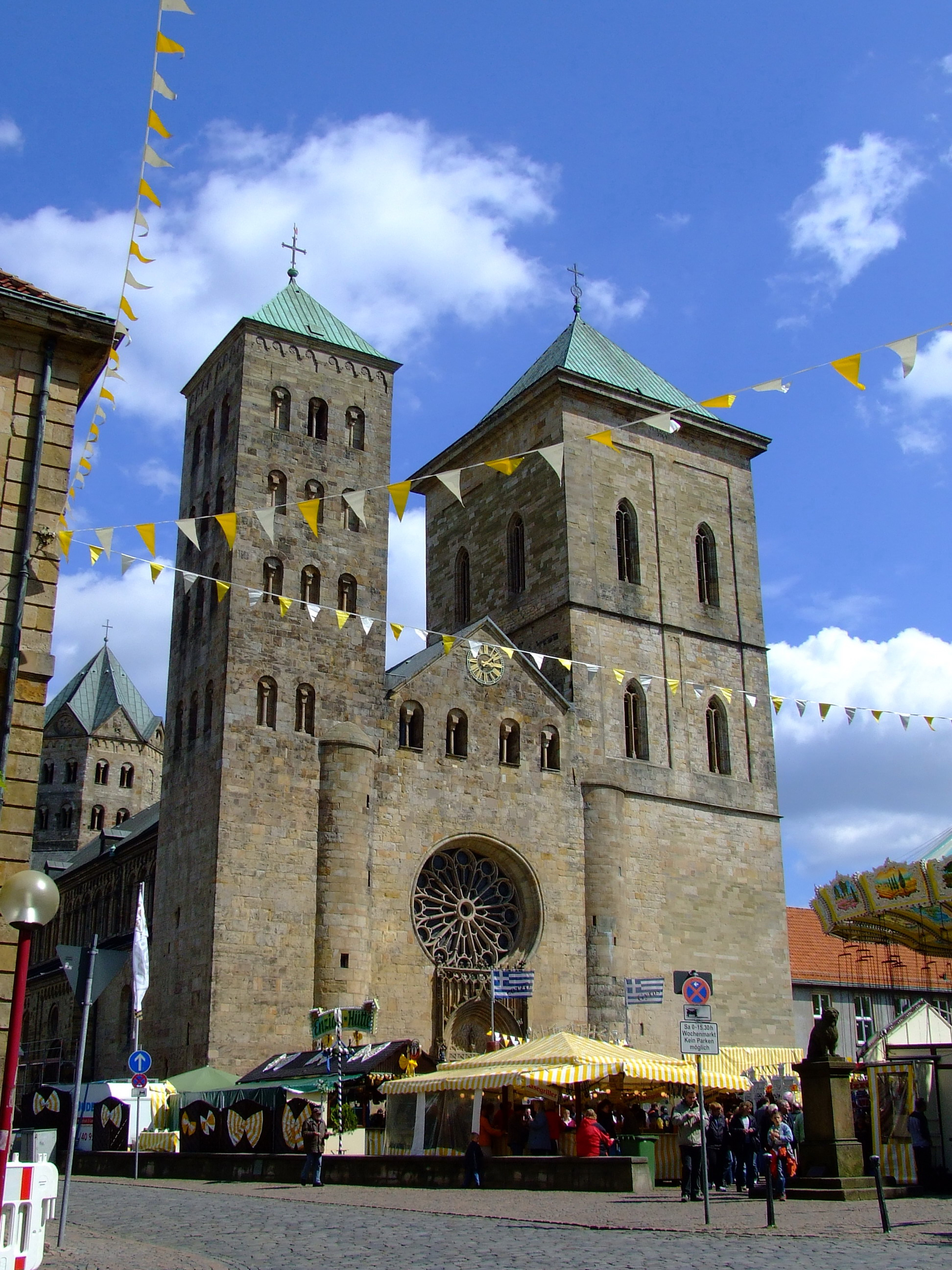
A dóm

## Látnivalók

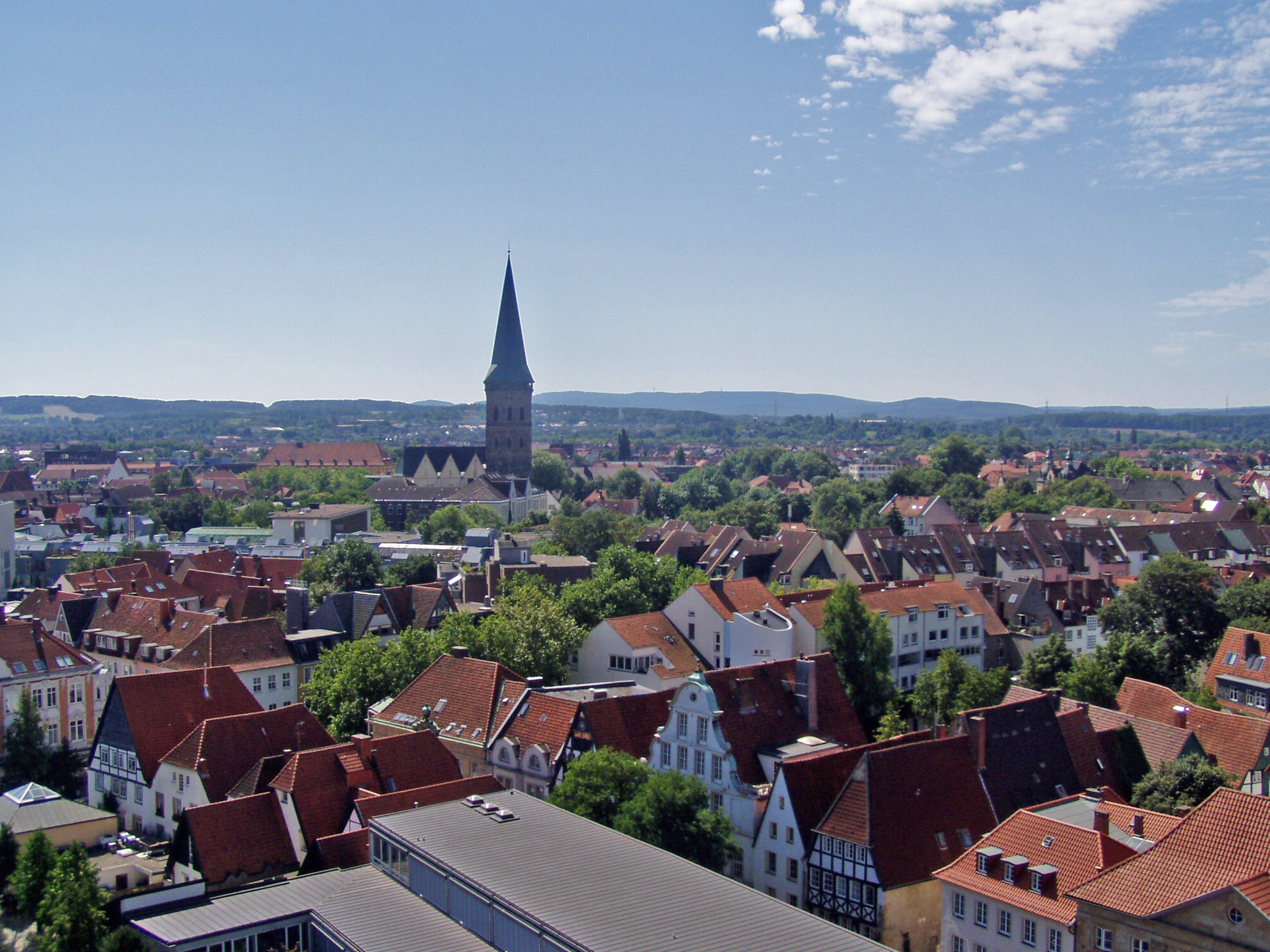
A város látképe

- Városháza - A háromszögű piactéren (Städtischer Markt) 1487-1512 között épült fel a késő gótikus stílusú háromemeletes Városháza (Rathaus). Tetőzetét 6 kerek tornyocska, főportálját Nagy Károly szobra díszíti. Attól jobbra és balra pedig nyolc császár és király kisebb alakja található.
- Mária-templom (Marienkirche)
- Szent Péter-dóm (Dom St. Peter) - Átmenetet képez a román stílus és a gótika között, mivel a 11. századtól a 16. századig épült.
- Óváros